# Майк Резник
Майкл Даймонд Резник (англ. Michael Diamond Resnick; 5 березня 1942 — 9 січня 2020) — американський письменник-фантаст, лауреат п'яти премій Г'юго.

## Біографія
Майк Резник народився в Чикаго і вчився у вищій школі міста Гайленд-Парк. У 1959 році він поступив у Чиказький університет, де зустрів свою майбутню дружину Керол. Вони побралися в 1961 році, тоді ж Майк покинув навчання. У 1960-х роках він, з метою заробити грошей, випустив понад 200 «дорослих» історій під майже 150 псевдонімами, також перекуповував історії в інших авторів і продавав їх видавництву дорожче, редагував сім таблоїдів і три журнали для чоловіків. Резник також працював над власними колонками в газетах: понад десять років він вів щотижневу колонку про кінні перегони і протягом одинадцяти років вів щомісячну колонку про виставку чистокровних колі, яких він з дружиною також розводив. У 1976 році вони навіть придбали розплідник в Цинциннаті, в той час це був другий по величині розплідник у країні. Згодом утримання розплідника зробило їх фінансово незалежними та Майк почав активніше писати наукову фантастику. У 1993 році вони продали установу. Його дружина Керол (англ. Carol Resnick) також письменниця, як і його дочка Лаура (англ. Laura Resnick). Остання отримала премію Г'юго в номінації «найкращий новий автор фантастики» в 1993 році.
Свою першу статтю Резник продав в 1957 році, а в 1962 році він з дружиною почали цікавитися фантастикою. У 1963 році вони вперше відвідали Worldcon, і стали постійними гостями, а в 1970 році Майк Резник став почесним гостем конвенту, і потім Резник називав себе фаном і часто писав статті для фанатських журналів.
Помер 9 січня 2020 року після боротьби з агресивною лімфомою, яку було діагностовано в листопаді 2019 року.

## Творчість
Майк Резник часто використовував гумористичні мотиви у своїх історіях, навіть і похмурих і серйозних історіях часто зустрічаються неочікувані смішні повороти. Майк Резник часто випускав твори в співавторстві, зокрема велику кількість оповідань. До 2013 року він співпрацював з 51 різними авторами в короткої форми, ще з трьома в написанні сценаріїв і романів.
У більшості його науково-фантастичних творах наявні два основні мотиви. Перший — це його любов до казок і легенд. Багато з його історій описують видатних героїв, що здійснюють подвиги. Також часто у творах присутні барди, які описують сам процес творення легенд. Особливо помітно це в творі «Аванпост» (англ. The Outpost), де розповідається про барда який намагається зібрати історію описану з різних сторін в одну, і зробити її цікавішою. Можна також помітити певні схильності автора до вестернів (так званий жанр «ковбойської фантастики»). Інший мотив в історіях Резника — це Африка, особливо народ кікую, їхня історія і культура, взаємозв'язки з колонізаторами тощо. Резник часто відвідував Кенію і це вплинуло на його погляди. Деякі з його історій містять алегорію на історію Кенії, а в деяких присутні африканські персонажі чи місця дії.
Резник був також учасник багатьох науково-фантастичних гуртків. Він був почесним гостем на сорока конвентах фантастики й ведучим на дванадцяти. З 1988 року він редагував понад сорок антологій. Він також продавав сценарії за мотивами своїх книжок деяким голлівудським студіям, серед них студії Miramax Films. Його твори перекладені на двадцять п'ять мов, але українською не перекладалися.
Резник — редактор серії науково науково-фантастичних книг «The Stellar Guild» (укр. Зоряна гільдія), в якій твори відомих авторів фантастики комбінують з маловідомими чи початківцями. З 2013 року Майк Резник — редактор фантастичного журналу «Galaxy's Edge» (укр. Край галактики), який виходить що два місяці.
Він був постійним автором журналу «SFWA Bulletin» (журнал, що видається асоціацією письменників-фантастів Америки). У 2013 році його спільна з Баррі Мальцбергом стаття викликала критику на тему сексизму серед членів асоціації. Жінки-письменники жорстко осудили коментарі авторів щодо них, які стосувалися їхнього вигляду. У наступному випуску Резник обізвав критиків «ліберальними фашистами». Редактор журналу Джин Рейб подала у відставку в ході звинувачень, а журнал було перезапущено під новим керівництвом.

## Нагороди та номінації
Майк Резник отримав п'ять нагород Г'юго при рекордних 36 номінаціях, з 1989 року, окрім 1999 і 2003 років, він отримував номінацію хоча б в одній категорії. Також він мав дев'ять номінацій «Неб'юла» з однією перемогою. Резник відзначався різними літературними преміями в десяти країнах світу.
Премія Г'юго:
- 1989 — найкраще оповідання: Кіриняга (англ. Kirinyaga);
- 1995 — найкраща коротка повість: Манамоки (англ. The Manamouki);
- 1995 — найкраща повість: Сім пейзажів Олдувайської ущелини (англ. Seven Views of Olduvai Gorge);
- 1998 — найкраще оповідання: 43-тя антерезька династія (англ. The 43 Antarean Dynasties);
- 2004 — найкраще оповідання: Подорож з моїми котами (англ. Travels with My Cats);

Премія «Неб'юла» за найкращу повість (1994): Сім пейзажів Олдувайської ущелини (англ. Seven Views of Olduvai Gorge).
Окрім цього Майк Резнік виграв велику кількість інших премій, серед них премії журналів «Asimov», «Science Fiction Chronicle» і «Science Fiction Weekly».

## Вибрана бібліографія
Тут представлені твори автора, що були номіновані на літературні нагороди. Повну бібліографію автора можна знайти на його офіційному сайті чи у статті «Бібліографія Майка Резника».

### Романи
- „Забуте море Марса“ (англ. «he Forgotten Sea of Mars», 1965)
- „Богиня з Ганімеда“ (англ. «The Goddess of Ganymede», 1967)
- „За правом народження: Книга людини“ (англ. «Birthright: The Book of Man», 1982)
- „Сантьяго: міф про віддалене майбутнє[en]“ (англ. «Santiago: a Myth of the Far Future», 1986)
- „Вистежуючи єдинорога: байка сьогоднішнього вечора[en]“ (англ. «Stalking the Unicorn: A Fable of Tonight», 1987)
- „Темна пані“ (англ. «The Dark Lady», 1987)
- „Слонова кістка: легенда про минуле та майбутнє“ (англ. «Ivory: A Legend of Past and Future», 1987)
- „Оракул“ (англ. «Oracle», 1992)
- „Чистилище“ (англ. «Purgatory», 1992)
- „Диво рідкісного дизайну (англ. «A Miracle of Rare Design», 1994)
- “Кіриняга: утопічна байка» (англ. «Kirinyaga: A Fable of Utopia», 1998 ) (розширена версія однойменної премійованої повісті)
- «Застава[en]» (англ. «The Outpost», 2001)
- "Проєкт «Кассандра»(англ. «The Cassandra Project», 2012) (разом з Джеком Макдевітом)
- «Подорожі»(англ. «Voyages», 2017)

### Твори малої форми
- 1977 — Останній пес (англ. The Last Dog)
- 1988 — Кіриняга (англ. Kirinyaga)
- 1989 — Бо я торкнулась неба (англ. For I Have Touched the Sky)
- 1990 — Манамоки (англ. The Manamouki)
- 1990 — Перший клас! (англ. Bully!)
- 1990 — Як я написав Новий Завіт, допоміг Відродженню і блискуче загнав м'яч в 17-ту лунку на Пебл-біч (англ. How I Wrote the New Testament, Ushered in the Renaissance, and Birdied the 17th Hole at Pebble Beach)
- 1990 — Бвана (англ. Bwana)
- 1991 — Зимове сонцестояння (англ. Winter Solstice)
- 1991 — Один прекрасний ранок, з шакалами (англ. One Perfect Morning, With Jackals)
- 1991 — Пісня пересохлої річки (англ. Song of a Dry River)
- 1992 — Лотос і спис (англ. The Lotus and the Spear)
- 1993 — Мваліму на рингу (англ. Mwalimu in the Squared Circle)
- 1993 — Блідий тоненький бог (англ. The Pale Thin God)
- 1994 — Пташка (англ. Birdie)
- 1994 — Сім пейзажів Олдувайської ущелини (англ. Seven Views of Olduvai Gorge)
- 1994 — Бернабі у вигнанні (англ. Barnaby in Exile)
- 1994 — Трохи знання (англ. A Little Knowledge)
- 1995 — Коли помирають старі боги (англ. When the Old Gods Die)
- 1995 — Бібі (англ. Bibi) (разом з Сюзан Шварц)
- 1996 — Земля Нод (англ. The Land of Nod)
- 1997 — 43-тя антерезька династія (англ. The 43 Antarean Dynasties)
- 1999 — Парникові квіти (англ. Hothouse Flowers)
- 1999 — Полювання на снарка (англ. Hunting the Snark)
- 2000 — Слони на Нептуні (англ. The Elephants on Neptune)
- 2000 — Червона каплиця(англ. Redchapel)
- 2001 — Старий Макдональд мав ферму (англ. Old MacDonald Had a Farm)
- 2003 — Роботи не плачуть (англ. Robots Don’t Cry)
- 2004 — Принцеса Землі (англ. A Princess of Earth)
- 2004 — Подорож з моїми котами (англ. Travels with My Cats)
- 2005 — Вниз по пам'яті (англ. Down Memory Lane)
- 2006 — Все що ти є (англ. All the Things You Are)
- 2007 — Дистанційний повтор (англ. Distant Replay)
- 2008 — Символ віри (англ. Article of Faith)
- 2008 — Виставка чудес Аластера Баффла (англ. Alastair Baffle’s Emporium of Wonders)
- 2009 — Наречена Франкейнштайна (англ. The Bride of Frankenstein)
- 2009 — Задушевні друзі (англ. Soulmates) (разом з Лезлі Робіном)
- 2011 — Повернення додому (англ. The Homecoming)

### Нехудожня література
- 2000 — «Узагальнюючи» (англ. «Putting It Together»)
- 2001 — «В мене є стильна ідея'»' (англ. «I Have This Nifty Idea»)

Santiago: a Myth of the Far Future